# Formación Cerro Lisandro
La Formación Cerro Lisandro es una formación geológica que aflora en las provincias de Mendoza Neuquén y Río Negro de Argentina. Es la primera formación en el subgrupo de Río Neuquén, el subgrupo más intermedio del Grupo Neuquén. Desde su reconocimiento como miembro y posterior elevación a rango de formación geológica, esta unidad ha corregido su nombre de Lisandro a Cerro Lisandro, como así también ha sido reubicado desde el subgrupo Río Limay al Subgrupo Río Neuquén debido a sus características litológicas.
La localidad tipo de la Formación Cerro Lisandro se ubica próximo a la localidad de Senillosa, en la provincia de Neuquén. Esta formación se superpone concordantemente la Formación Huincul, y es a su vez superpuesta por la Formación Portezuelo.

## Edad
Era: Mesozoica
Periodo: Cretácico superior
Millones de años: entre 93 y 90 millones de años
Piso: Turoniense

## Animales
La fauna de vertebrados de la Formación Cerro Lisandro es escasa en comparación con aquellas registradas en otras unidades del Grupo Neuquén. Se listan a continuación las formas conocidas:

### Terópodos
| Género       | Especies     | Clasificación Filogenética | Yacimiento paleontológico | Estatus                            |
| ------------ | ------------ | -------------------------- | ------------------------- | ---------------------------------- |
| "Bayosaurus" | "B. publica" | Abelisauroidea             | Cerro Bayo Mesa, NQN      | nomen nudum, Abelisauroidea indet. |

### Saurópodos
| Género       | Especies   | Clasificación Filogenética | Yacimiento paleontológico | Estatus |
| ------------ | ---------- | -------------------------- | ------------------------- | ------- |
| Quetecsaurus | Q. rusconi | Titanosauria               | Cañada del Pichanal, MDZ  | Válido  |

### Ornitisquios
| Género     | Especies     | Clasificación Filogenética | Yacimiento paleontológico | Estatus |
| ---------- | ------------ | -------------------------- | ------------------------- | ------- |
| Anabisetia | A. saldiviai | Iguanodontia               | Cerro Bayo Mesa, NQN      | Válido  |

### Crocodilomorfos
| Género         | Especies      | Clasificación Filogenética | Yacimiento paleontológico | Estatus |
| -------------- | ------------- | -------------------------- | ------------------------- | ------- |
| Bayomesasuchus | B. hernandezi | Peirosauridae              | Cerro Bayo Mesa, NQN      | Válido  |

- Datos: Q60969571